# Kjetil Mørland
Kjetil Mørland, eller blot Mørland (født 3. oktober 1980), er en norsk sanger, sangskriver og musikproducer. Den 14. marts 2015 vandt han det norske Melodi Grand Prix sammen med sangerinden Debrah Scarlett og nummeret "A Monster Like Me". De repræsenterede dermed Norge med dette nummer ved Eurovision Song Contest 2015 i Wien.